# Twente
Twente (en bajo sajón neerlandés: Twente/Tweante) es una región no administrativa del este de los Países Bajos. Abarca la parte más urbanizada y más oriental de la provincia de Overijssel. El nombre de Twente viene probablemente de los tubantes, una tribu germánica que se asentó en la zona y que fue mencionada por el historiador romano Tácito. 
La región limita al noroeste y al oeste con la comarca de Sallandsche, también en la provincia de Overijssel (el río Regge define la frontera occidental); al noreste y al este con el distrito alemán del Condado de Bentheim (el río Dinkel define la frontera oriental); y al sur con la comarca güeldresa de Achterhoek. 
Twente tiene aproximadamente 620.000 habitantes. La mayoría de ellos viven en una de las tres ciudades más grandes: Almelo, Hengelo y Enschede. Esta última es la principal ciudad de la región.
Twente comprende catorce municipios: Almelo, Borne, Dinkelland, Enschede, Haaksbergen, Hellendoorn, Hengelo, Hof van Twente, Losser, Oldenzaal, Rijssen-Holten, Tubbergen, Twenterand y Wierden.